# Paul Cartier
Paul Henri Eugène Cartier (né à L'Annonciation le 11 juillet 1919 et décédé le 26 mai 2008 à Salaberry-de-Valleyfield, Québec) est un chirurgien vasculaire québécois. 

## Biographie
Dr Paul Cartier a été chirurgien vasculaire à l'Hôtel-Dieu de Montréal pendant près de 45 ans . On lui attribue aussi d'avoir grandement contribué à la fondation du service de chirurgie cardiaque pédiatrique de l'Hôpital Sainte-Justine ,. Plusieurs de ses interventions chirurgicales ont été des premières au Canada de sorte qu’il est devenu un chef de file en chirurgie vasculaire tant au niveau national qu’international.
Après son cours de médecine, Paul Cartier est devenu résident à l'Hôtel-Dieu avant de poursuivre sa formation en chirurgie cardiovasculaire à Saint-Louis et à Cleveland, aux États-Unis, puis à Paris et à Londres.
À Sainte-Justine, il a procédé à la chirurgie des coarctations de l'aorte et des canaux artériels, de même qu'à la correction des malformations cardiaques. Plusieurs de ses opérations ont été des premières au Québec et au Canada.
En chirurgie cardiaque adulte, le docteur Cartier a introduit, à l'Hôtel-Dieu, la commissurotomie mitrale fermée qu'il pratiqua plus de 600 fois.
Le docteur Cartier a réalisé plusieurs premières mondiales en chirurgie vasculaire. Notamment, en 1959, il a exécuté le premier pontage croisé fémoro-fémoral. Huit ans plus tôt, en 1951, il fut le premier à réaliser un pontage axillo-fémoral.
Durant sa prestigieuse carrière, le Dr Cartier a publié de nombreux articles qui ont été largement cités dans des revues médicales. Il a aussi formé un grand nombre de résidents qui pratiquent maintenant un peu partout dans le monde. Trois de ses quatre fils ont d'ailleurs suivi sa trace. Le Dr Paul C. Cartier (fils) a été chirurgien cardiaque pédiatrique à l'Hôpital Laval de Québec (devenu: Institut universitaire de cardiologie et de pneumologie de Québec) jusqu'à son décès. Le Dr Raymond Cartier est un chef de file international dans le domaine de la chirurgie cardiaque à cœur battant et opère à l'Institut de cardiologie de Montréal. Finalement, le Dr Benoît Cartier est chirurgien vasculaire à Valleyfield et est très actif au sein des Entretiens vasculaire du Québec.

## Honneurs
- 2000 - Officier de l'Ordre national du Québec